# Жайворонок намібійський
Жайворонок намібійський (Ammomanopsis grayi) — вид горобцеподібних птахів родини жайворонкових (Alaudidae) Мешкає в Намібії й Анголі. Єдиний представник монотипового роду Намібійський жайворонок (Ammomanopsis).

## Опис

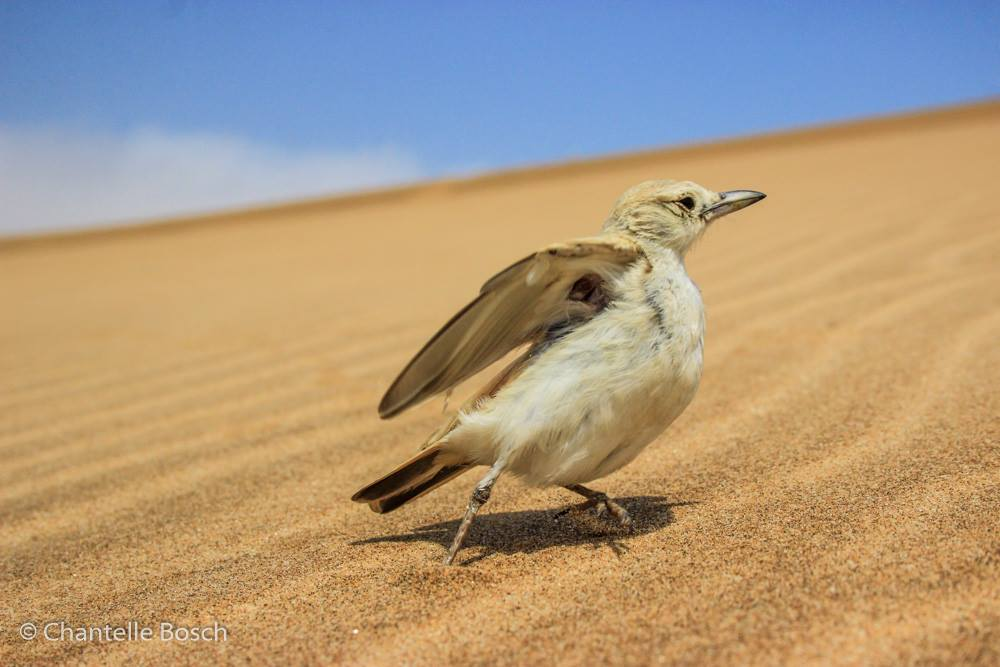
Намібійський жайворонок

Довжина птаха становить 13,9–16,3 см, з яких 5,1–6,1 см припадає на хвіст. Довжина дзьоба становить 1,39–1,63 см. Виду не притаманний статевий диморфізм.
Забарвлення намібійського жайворонка є одним з найсвітліших серед жайворонків. Верхня частина тіла піщаного кольору, іноді з рудуватим відтінком. Бічні сторони голови і нижня частина тіла в птаха білі. Груди і живіт мають піщаний відтінок. Крила світло-сіро-коричневі. Дзьоб сірий з темним кінчиком. Райдужка оливково-коричнева.

### Підвиди
Виділяють два підвиди:
- A. g. hoeschi (Niethammer, 1955) — північний захід Намібії і південний захід Анголи.
- A. g. grayi (Wahlberg, 1855) — захід і південний захід Намібії.

## Поширення й екологія
Намібійський жайворонок є ендеміком пустелі Наміб. Птах уникає денної спеки, ховаючись в норах гризунів, або в тіні від каміння чи дерева.

## Поведінка
Намібійський жайворонок харчується здебільшого насінням; вживає також зелені частини рослин і безхребетних. Пропорції в раціоні змінюються в залежності від сезону.
Як і більшість жайворонків, розміщує гніздо на землі. Сезону розмноження не існує; птахи можуть розмножуватись впродовж всього року.